# 野福峠
野福峠（のぶくとうげ）は、愛媛県西予市に位置する峠。

## 地理
四国山地の西端近く、西予市の宇和町と明浜町との境に位置する。現在は峠の山腹を主要地方道宇和明浜線のトンネルが貫通している。
古来、東宇和郡宇和町卯之町と明浜町俵津や北宇和郡吉田町の法華津とを結ぶ人馬道が設けられ、宇和町と吉田町との境もなしていた。
地形は宇和海側に向かって急峻で交通の難路であったため、古来より開発が望まれ、大正末期から俵津隧道の建設が進められ、1926年（大正15年）に開通した。現在ではこの峠道はほとんど使われていない。
俵津隧道開通後も宇和町側では屈曲が続くため、さらに道路の改良が望まれ、現在では俵津隧道の下の山腹に新しいトンネルが開通し、交通の便は向上した。
地名の由来は定かではない。

## 交通
主要地方道宇和明浜線の野福トンネルが貫通している。国道56号とは法華トンネル北口近くで分岐し、宇和海側は国道378号と西予市明浜町俵津にて分岐する。
随時改良が続けられているものの、宇和海側は曲がりくねりながらの坂道である。

## 観光
沿道の旧明浜町側には数キロにわたり数百本の桜が植栽され、南予地方屈指の桜の名所として知られる。旧宇和町方面から旧明浜町俵津に向かう場合、トンネルを抜けると眼下に望む入り組んだ宇和海（法華津湾）や海に並んだ養殖筏、さらには斜面の柑橘畑の風景が沿道の桜の古木とあいまって、風光明媚。沿道には小公園もいくつか整備されており、桜の開花時期には各種イベントも開催される。